# Franz Pfeffer von Salomon
Franz Felix Pfeffer von Salomon (Düsseldorf, 19 februari 1888 - München, 12 april 1968) was 
nationalistisch frontsoldaat gedurende de Eerste Wereldoorlog. Hij sloot zich na WOI aan bij de NSDAP (Nationaalsocialistische Duitse Arbeiderspartij) van Adolf Hitler. 
Pfeffer von Salomon was de oudste van zeven kinderen uit een adellijke familie uit het Rijnland. Hij was actief in extreemrechtse kringen, nam deel aan een vrijkorps dat aan de Kapp-Pusch deelnam en de Ruhropstand bestreed en is vermoedelijk in de vroege jaren lid van de NSDAP geworden. Tijdens de Franse bezetting van het Ruhrgebied organiseerde hij het verzet aldaar, waarvoor de Fransen hem ter dood veroordeelden. In 1924 richtte hij samen met Joseph Goebbels de NSDAP-Gau Westfalen op. Hitler benoemde hem in 1926 tot Oberster SA-Führer (hoogste SA-leider) van de  Sturmabteilung (SA), die werd heropgericht na een tijd lang verboden en ondergronds te zijn geweest. Hij bekleedde deze functie van 1926 tot 1930. Onder hem groeide de SA van 30.000 tot 80.000, maar meningsverschillen met Hitler over de organisatie en een opstand van de SA-leider Walter Stennes die hem zwaar werd aangerekend, leidden ertoe dat Hitler hem uit zijn functie zette. 
Met name deze ervaring met de Stennes-revolte leidde ertoe dat Hitler zelf het commando van de SA als Oberster SA-Führer op zich nam, met daaronder een Stabchef (Stafchef) voor dagelijkse zaken. Vanaf dat moment zou Hitler officieel aan het hoofd van de SA staan. Ernst Röhm was vanaf 1931 Stabchef van ´zijn´ SA en zou nadien in 1934 in de Nacht van de Lange Messen worden geliquideerd.
Pfeffer von Salomon zat van 1932 tot 1941 ook voor de NSDAP in de Rijksdag en behoorde tot de verbindingsstaf van Hitler in de Rijkskanselarij. Hij werd ook tot Gauleiter (Gouwleider) van Westfalen te Bochum, in het Ruhrgebied, benoemd. Rond deze tijd, toen de nazi´s landelijk de macht overnamen, begon hij zich ook ´von Pfeffer´ te noemen, omdat de naam ´Salomon´ als joods werd gezien (vergelijkbaar met de nationaalsocialist Albert de Joode in Nederland die zich Albert van Waterland noemde).
Omdat Pfeffer von Salomon strubbelingen had met Josef Wagner en ook bevriend was met Rudolf Hess die in 1941 op eigen initiatief naar Groot-Brittannië vloog, werd hij in 1941 uit de partij gezet. In 1944 werd hij naar aanleiding van het Complot van 20 juli 1944 korte tijd als verdachte vastgezet, maar nadien weer vrijgelaten. Hij overleefde de oorlog en werd niet van oorlogsmisdaden beschuldigd, noch door de geallieerden vastgezet, ondanks zijn hoge positie die hij binnen de NSDAP had bekleed. Na de oorlog hielp hij zijn broer Friedrich, die Gestapo-commandant was geweest, de rechtsconservatieve Deutsche Partei op te richten. In 1968 overleed hij. Hij lag begraven op het Waldfriedhof Solln., Plot-15 Rij-3 Graf-71/72 (grafsteen vernietigd.), München.

## Carrière
Pfeffer von Salomon bekleedde verschillende rangen in zowel de Deutsche Heer als Sturmabteilung. De volgende tabel laat zien dat de bevorderingen niet synchroon liepen.
| Datums                                             | Deutsche Heer                                                    | Sturmabteilung                       | NSAK        | NSDAP               |
| -------------------------------------------------- | ---------------------------------------------------------------- | ------------------------------------ | ----------- | ------------------- |
| 1 oktober 1910                                     | Einjährig-Freiwilliger (vrije vertaling: eenjarige vrijwilliger) | —                                    | —           | —                   |
| 16 februari 1911                                   | Fahnenjunker (aspirant-officier)                                 | —                                    | —           | —                   |
| 1911                                               | Unteroffizier                                                    | —                                    | —           | —                   |
| 23 mei 1911                                        | Fähnrich                                                         | —                                    | —           | —                   |
| 18 augustus 1911 (met Patent van 20 augustus 1909) | Leutnant                                                         | —                                    | —           | —                   |
| 18 augustus 1915                                   | Oberleutnant                                                     | —                                    | —           | —                   |
| 20 september 1918 - 20 september 1920              | Hauptmann i.G.                                                   | —                                    | —           | —                   |
| 27 maart 1925                                      | —                                                                | —                                    | —           | Gauleiter der NSDAP |
| Augustus 1926                                      | —                                                                | Obersten Führer der SA (m. d. F. b.) | —           | —                   |
| September 1926 - 1 november 1926                   | —                                                                | Obersten Führer der SA               | —           | —                   |
| 1 april 1930                                       | —                                                                | —                                    | Korpsführer | —                   |

- i.G. = stafofficier in de Generale Staf
- mit der Führung beauftragt (m. d. F. b.) - vrije vertaling: met het leiderschap belast
- Nationalsozialistische Automobilkorps (NSAK) -  voorganger van de Nationalsozialistisches Kraftfahrkorps

## Lidmaatschapsnummer
- NSDAP-nr.: 9516101[6] (lid geworden 10 maart 1925[6][7])

## Decoraties
Selectie:
- IJzeren Kruis 1914, 1e en 2e klasse[11][12]
- Ridder in de Huisorde van Hohenzollern met Zwaarden[13] op 9 november 1918[12]
- Schlesisches Bewährungsabzeichen (beide klasse)[13] in 1921[12]
- Ridder der Tweede Klasse in de Albrechtsorde[13] met Zwaarden op 21 februari 1916[12]
- Baltische Kruis[13] (beide klasse) in 1919[12]
- Gouden Ereteken van de NSDAP in 1933[12]

- Bibliothèque nationale de France: cb17105467w (data)
- Gemeinsame Normdatei: 124769810
- International Standard Name Identifier: 0000 0000 1422 2991
- Library of Congress Control Number: no2016141185
- Nederlandse Thesaurus van Auteursnamen: 292004125
- Système universitaire de documentation: 224954806
- Virtual International Authority File: 52631579
- WorldCat: E39PBJtRJDBbCDxRDpQxHQcQMP